# Platja del Barranc de Cap Roig
La platja del Barranc de Cap Roig, o platja del Barranc de Perales, és una platja natural situada al límit dels termes de l'Ampolla i el Perelló (Baix Ebre), a ponent del Cap Roig, entre la cala Buena, a llevant, i la platja de Perales, a ponent. Hi desemboca el barranc de Cap Roig. S'hi accedeix pel camí de ronda, que coincideix amb el sender GR-92. Prop hi ha l'aparcament de l'hotel Les Oliveres.